# Стамиц, Антон
Анто́н Ста́миц (чешское имя — Антонин Тадеуш Ян Непомук (чеш. Antonín Thadaeus Jan Nepomuk Stamic), немецкое имя — Антон Тадеус Иоганн Непомук (нем. Anton Thadäus Johann Nepomuk Stamitz; 1750 или 1754, Мангейм — 1798 или 1809, Париж) — немецкий композитор и скрипач чешского происхождения, крупный представитель «мангеймской школы».

## Биография
Младший сын чешского композитора и скрипача Яна Вацлава Стамица, Антон Стамиц родился в Мангейме, где его отец возглавлял знаменитую капеллу при дворе Карла IV Теодора. Точная дата рождения неизвестна, но, по некоторым данным, он был крещён 27 ноября 1750 года. Как и его брат Карл, игре на скрипке Антон учился у своего отца, а после его смерти в 1757 году — у старшего брата; затем был принят на обучение Кристианом Каннабихом, преемником Я. В. Стамица на посту капельмейстера Мангеймского оркестра.
В 1764—1770 годах Антон Стамиц был 2-м скрипачом в Мангеймской капелле. В 1770 году вместе с Карлом отправился в Париж и с тех пор, до конца своих дней жил в столице Франции. В 1772 году Стамиц-младший впервые выступил в Париже как солист в «Духовных концертах». В 1770 и 1774 годах концертировал в венском Обществе музыкантов. Известность приобрел не только как скрипач-виртуоз, но и как альтист, и исполнитель на виоль д’амур.
В 1782—1789 годах Стамиц играл в Королевской капелле в Версале и получил звание «ordinaire de la musique du roi». Преподавал также игру на скрипке; самый известный из учеников Антона Стамица — Родольф Крейцер.
Умер Антон Стамиц в Париже, но в каком году, доподлинно не известно.

## Творчество
Как композитор Антон Стамиц продолжал традиции мангеймской школы. Является автором 15 симфоний, 6 концертных симфоний, 6 двойных концертов с оркестром (преимущественно для 2-х скрипок), концертов для других инструментов, в том числе 15 для скрипки, 5 для фортепиано, нескольких для альта, одного концерта для флейты и одного для гобоя. Написал 90 инструментальных дуэтов, преимущественно для 2-х скрипок, 18 струнных трио, 54 струнных квартета.